# Orust
La commune d'Orust est une commune suédoise du comté de Västra Götaland, elle fait partie de l'Archipel du Bohuslän et est peuplée d'environ 15 250 habitants (2020). Son chef-lieu se situe à Henån.
Anna Novion y a tourné son film Les Grandes Personnes en 2007.

## Localités principales
- Ellös
- Hälleviksstrand
- Henån
- Mollösund
- Svanesund
- Svanvik
- Varekil